# Championnat d'Europe masculin de handball 2024
Navigation
Hongrie et Slovaquie 2022 Dan., Suède, Norv. 2026
Le championnat d'Europe masculin de handball 2024 est la 16e édition du championnat d'Europe masculin de handball. Il se déroule du 10 au 28 janvier 2024 en Allemagne.
La Suède remet son titre en jeu. La France remporte son quatrième titre continental en s'imposant après prolongation face au Danemark. La Suède, éliminée par la France en demi-finale également après prolongation, termine troisième aux dépens du pays hôte, l'Allemagne.

## Présentation

### Lieux de compétitions
Le 10 juin 2021, il a été annoncé que la compétition serait jouée dans six villes. Le match d'ouverture aura lieu dans la Merkur Spiel-Arena de Düsseldorf dans le but de battre le record du monde d'affluence pour un match de handball à 7 et ainsi faire mieux que les 28 010 spectateurs réunis deux fois au Stade Pierre-Mauroy de Lille lors du Championnat du monde 2017.
La finale aura lieu dans la Lanxess Arena de Cologne, salle qui accueille la finale à quatre de la Ligue des champions masculine de l'EHF depuis 2010.
Le 14 septembre 2022, il a été annoncé que la SAP Garden à Munich ne serait pas terminée à temps pour accueillir la compétition et est remplacée par l'Olympiahalle, toujours à Munich.
| Düsseldorf         | Cologne           | Berlin              | [[Fichier:Germany2 location map.svg\|350px\|{{#if:\|{{{alt}}}\|Championnat d'Europe masculin de handball 2024 est dans la page Allemagne .]]Hambourg Berlin Munich Cologne Mannheim Düsseldorf Légende : · match d'ouverture ; · tour préliminaire. · tour principal ; · tour principal et phase finale. | [[Fichier:Germany2 location map.svg\|350px\|{{#if:\|{{{alt}}}\|Championnat d'Europe masculin de handball 2024 est dans la page Allemagne .]]Hambourg Berlin Munich Cologne Mannheim Düsseldorf Légende : · match d'ouverture ; · tour préliminaire. · tour principal ; · tour principal et phase finale. | [[Fichier:Germany2 location map.svg\|350px\|{{#if:\|{{{alt}}}\|Championnat d'Europe masculin de handball 2024 est dans la page Allemagne .]]Hambourg Berlin Munich Cologne Mannheim Düsseldorf Légende : · match d'ouverture ; · tour préliminaire. · tour principal ; · tour principal et phase finale. |
| Merkur Spiel-Arena | Lanxess Arena     | Mercedes-Benz Arena | [[Fichier:Germany2 location map.svg\|350px\|{{#if:\|{{{alt}}}\|Championnat d'Europe masculin de handball 2024 est dans la page Allemagne .]]Hambourg Berlin Munich Cologne Mannheim Düsseldorf Légende : · match d'ouverture ; · tour préliminaire. · tour principal ; · tour principal et phase finale. | [[Fichier:Germany2 location map.svg\|350px\|{{#if:\|{{{alt}}}\|Championnat d'Europe masculin de handball 2024 est dans la page Allemagne .]]Hambourg Berlin Munich Cologne Mannheim Düsseldorf Légende : · match d'ouverture ; · tour préliminaire. · tour principal ; · tour principal et phase finale. | [[Fichier:Germany2 location map.svg\|350px\|{{#if:\|{{{alt}}}\|Championnat d'Europe masculin de handball 2024 est dans la page Allemagne .]]Hambourg Berlin Munich Cologne Mannheim Düsseldorf Légende : · match d'ouverture ; · tour préliminaire. · tour principal ; · tour principal et phase finale. |
| Capacité : 53 586  | Capacité : 19 750 | Capacité : 14 800   | [[Fichier:Germany2 location map.svg\|350px\|{{#if:\|{{{alt}}}\|Championnat d'Europe masculin de handball 2024 est dans la page Allemagne .]]Hambourg Berlin Munich Cologne Mannheim Düsseldorf Légende : · match d'ouverture ; · tour préliminaire. · tour principal ; · tour principal et phase finale. | [[Fichier:Germany2 location map.svg\|350px\|{{#if:\|{{{alt}}}\|Championnat d'Europe masculin de handball 2024 est dans la page Allemagne .]]Hambourg Berlin Munich Cologne Mannheim Düsseldorf Légende : · match d'ouverture ; · tour préliminaire. · tour principal ; · tour principal et phase finale. | [[Fichier:Germany2 location map.svg\|350px\|{{#if:\|{{{alt}}}\|Championnat d'Europe masculin de handball 2024 est dans la page Allemagne .]]Hambourg Berlin Munich Cologne Mannheim Düsseldorf Légende : · match d'ouverture ; · tour préliminaire. · tour principal ; · tour principal et phase finale. |
|                    |                   |                     | [[Fichier:Germany2 location map.svg\|350px\|{{#if:\|{{{alt}}}\|Championnat d'Europe masculin de handball 2024 est dans la page Allemagne .]]Hambourg Berlin Munich Cologne Mannheim Düsseldorf Légende : · match d'ouverture ; · tour préliminaire. · tour principal ; · tour principal et phase finale. | [[Fichier:Germany2 location map.svg\|350px\|{{#if:\|{{{alt}}}\|Championnat d'Europe masculin de handball 2024 est dans la page Allemagne .]]Hambourg Berlin Munich Cologne Mannheim Düsseldorf Légende : · match d'ouverture ; · tour préliminaire. · tour principal ; · tour principal et phase finale. | [[Fichier:Germany2 location map.svg\|350px\|{{#if:\|{{{alt}}}\|Championnat d'Europe masculin de handball 2024 est dans la page Allemagne .]]Hambourg Berlin Munich Cologne Mannheim Düsseldorf Légende : · match d'ouverture ; · tour préliminaire. · tour principal ; · tour principal et phase finale. |
| Hambourg           | Mannheim          | Munich              | [[Fichier:Germany2 location map.svg\|350px\|{{#if:\|{{{alt}}}\|Championnat d'Europe masculin de handball 2024 est dans la page Allemagne .]]Hambourg Berlin Munich Cologne Mannheim Düsseldorf Légende : · match d'ouverture ; · tour préliminaire. · tour principal ; · tour principal et phase finale. | [[Fichier:Germany2 location map.svg\|350px\|{{#if:\|{{{alt}}}\|Championnat d'Europe masculin de handball 2024 est dans la page Allemagne .]]Hambourg Berlin Munich Cologne Mannheim Düsseldorf Légende : · match d'ouverture ; · tour préliminaire. · tour principal ; · tour principal et phase finale. | [[Fichier:Germany2 location map.svg\|350px\|{{#if:\|{{{alt}}}\|Championnat d'Europe masculin de handball 2024 est dans la page Allemagne .]]Hambourg Berlin Munich Cologne Mannheim Düsseldorf Légende : · match d'ouverture ; · tour préliminaire. · tour principal ; · tour principal et phase finale. |
| Barclays Arena     | SAP Arena         | Olympiahalle        | [[Fichier:Germany2 location map.svg\|350px\|{{#if:\|{{{alt}}}\|Championnat d'Europe masculin de handball 2024 est dans la page Allemagne .]]Hambourg Berlin Munich Cologne Mannheim Düsseldorf Légende : · match d'ouverture ; · tour préliminaire. · tour principal ; · tour principal et phase finale. | [[Fichier:Germany2 location map.svg\|350px\|{{#if:\|{{{alt}}}\|Championnat d'Europe masculin de handball 2024 est dans la page Allemagne .]]Hambourg Berlin Munich Cologne Mannheim Düsseldorf Légende : · match d'ouverture ; · tour préliminaire. · tour principal ; · tour principal et phase finale. | [[Fichier:Germany2 location map.svg\|350px\|{{#if:\|{{{alt}}}\|Championnat d'Europe masculin de handball 2024 est dans la page Allemagne .]]Hambourg Berlin Munich Cologne Mannheim Düsseldorf Légende : · match d'ouverture ; · tour préliminaire. · tour principal ; · tour principal et phase finale. |
| Capacité : 13 300  | Capacité : 13 200 | Capacité : 12 000   | [[Fichier:Germany2 location map.svg\|350px\|{{#if:\|{{{alt}}}\|Championnat d'Europe masculin de handball 2024 est dans la page Allemagne .]]Hambourg Berlin Munich Cologne Mannheim Düsseldorf Légende : · match d'ouverture ; · tour préliminaire. · tour principal ; · tour principal et phase finale. | [[Fichier:Germany2 location map.svg\|350px\|{{#if:\|{{{alt}}}\|Championnat d'Europe masculin de handball 2024 est dans la page Allemagne .]]Hambourg Berlin Munich Cologne Mannheim Düsseldorf Légende : · match d'ouverture ; · tour préliminaire. · tour principal ; · tour principal et phase finale. | [[Fichier:Germany2 location map.svg\|350px\|{{#if:\|{{{alt}}}\|Championnat d'Europe masculin de handball 2024 est dans la page Allemagne .]]Hambourg Berlin Munich Cologne Mannheim Düsseldorf Légende : · match d'ouverture ; · tour préliminaire. · tour principal ; · tour principal et phase finale. |
|                    |                   |                     | [[Fichier:Germany2 location map.svg\|350px\|{{#if:\|{{{alt}}}\|Championnat d'Europe masculin de handball 2024 est dans la page Allemagne .]]Hambourg Berlin Munich Cologne Mannheim Düsseldorf Légende : · match d'ouverture ; · tour préliminaire. · tour principal ; · tour principal et phase finale. | [[Fichier:Germany2 location map.svg\|350px\|{{#if:\|{{{alt}}}\|Championnat d'Europe masculin de handball 2024 est dans la page Allemagne .]]Hambourg Berlin Munich Cologne Mannheim Düsseldorf Légende : · match d'ouverture ; · tour préliminaire. · tour principal ; · tour principal et phase finale. | [[Fichier:Germany2 location map.svg\|350px\|{{#if:\|{{{alt}}}\|Championnat d'Europe masculin de handball 2024 est dans la page Allemagne .]]Hambourg Berlin Munich Cologne Mannheim Düsseldorf Légende : · match d'ouverture ; · tour préliminaire. · tour principal ; · tour principal et phase finale. |

### Qualifications
24 équipes participent à la compétition. Outre le pays hôte, les trois premières équipes du Championnat d'Europe 2022 sont directement qualifiées. Les 36 autres équipes affiliées à l'EHF doivent passer par des poules de qualification (en) pour obtenir les 20 dernières places.

### Équipes participantes
Les 24 équipes qualifiées sont :
| Pays               | Qualifié en tant que                         | Date de qualification | Apparitions précédentes dans la compétition | Apparitions précédentes dans la compétition                                              |
| ------------------ | -------------------------------------------- | --------------------- | ------------------------------------------- | ---------------------------------------------------------------------------------------- |
| Allemagne          | Pays-hôte                                    | 20 juin 2018          | 14                                          | 1994, 1996, 1998, 2000, 2002, 2004, 2006, 2008, 2010, 2012, 2016, 2018, 2020, 2022       |
| Espagne            | Finaliste de l'Euro 2022                     | 28 janvier 2022       | 15                                          | 1994, 1996, 1998, 2000, 2002, 2004, 2006, 2008, 2010, 2012, 2014, 2016, 2018, 2020, 2022 |
| Suède              | Finaliste de l'Euro 2022                     | 28 janvier 2022       | 14                                          | 1994, 1996, 1998, 2000, 2002, 2004, 2008, 2010, 2012, 2014, 2016, 2018, 2020, 2022       |
| Danemark           | Troisième de l'Euro 2022                     | 30 janvier 2022       | 14                                          | 1994, 1996, 2000, 2002, 2004, 2006, 2008, 2010, 2012, 2014, 2016, 2018, 2020, 2022       |
| Autriche           | Vainqueur du groupe 4                        | 11 mars 2023          | 5                                           | 2010, 2014, 2018, 2020, 2022                                                             |
| France             | Vainqueur du groupe 8                        | 11 mars 2023          | 15                                          | 1994, 1996, 1998, 2000, 2002, 2004, 2006, 2008, 2010, 2012, 2014, 2016, 2018, 2020, 2022 |
| Portugal           | Vainqueur du groupe 1                        | 12 mars 2023          | 7                                           | 1994, 2000, 2002, 2004, 2020, 2022                                                       |
| Hongrie            | Vainqueur du groupe 6                        | 12 mars 2023          | 13                                          | 1994, 1996, 1998, 2004, 2006, 2008, 2010, 2012, 2014, 2016, 2018, 2020, 2022             |
| Slovénie           | Vainqueur du groupe 7                        | 12 mars 2023          | 13                                          | 1994, 1996, 2000, 2002, 2004, 2006, 2008, 2010, 2012, 2016, 2018, 2020, 2022             |
| Norvège            | Vainqueur du groupe 2                        | 26 avril 2023         | 10                                          | 2000, 2006, 2008, 2010, 2012, 2014, 2016, 2018, 2020, 2022                               |
| Croatie            | Deuxième du groupe 5                         | 26 avril 2023         | 15                                          | 1994, 1996, 1998, 2000, 2002, 2004, 2006, 2008, 2010, 2012, 2014, 2016, 2018, 2020, 2022 |
| Serbie             | Deuxième du groupe 2                         | 27 avril 2023         | 7                                           | 2010, 2012, 2014, 2016, 2018, 2020, 2022                                                 |
| Islande            | Vainqueur du groupe 3                        | 27 avril 2023         | 12                                          | 2000, 2002, 2004, 2006, 2008, 2010, 2012, 2014, 2016 2018, 2020, 2022                    |
| Tchéquie           | Deuxième du groupe 3                         | 27 avril 2023         | 11                                          | 1996, 1998, 2002, 2004, 2008, 2010, 2012, 2014, 2018, 2020, 2022                         |
| Suisse             | Deuxième du groupe 6                         | 27 avril 2023         | 4                                           | 2002, 2004, 2006, 2020                                                                   |
| Pologne            | Deuxième du groupe 8                         | 27 avril 2023         | 10                                          | 2002, 2004, 2006, 2008, 2010, 2012, 2014, 2016, 2020, 2022                               |
| Macédoine du Nord  | Deuxième du groupe 1                         | 30 avril 2023         | 7                                           | 1998, 2012, 2014, 2016, 2018, 2020, 2022                                                 |
| Roumanie           | Deuxième du groupe 4                         | 30 avril 2023         | 2                                           | 1994, 1996                                                                               |
| Pays-Bas           | Vainqueur du groupe 5                        | 30 avril 2023         | 2                                           | 2020, 2022                                                                               |
| Bosnie-Herzégovine | Deuxième du groupe 7                         | 30 avril 2023         | 2                                           | 2020, 2022                                                                               |
| Monténégro         | Meilleur troisième de groupe (en) (groupe 7) | 30 avril 2023         | 6                                           | 2008, 2014, 2016, 2018, 2020, 2022                                                       |
| Îles Féroé         | 2e meilleur troisième de groupe (groupe 4)   | 30 avril 2023         | 0                                           | Première participation                                                                   |
| Grèce              | 3e meilleur troisième de groupe (groupe 5)   | 30 avril 2023         | 0                                           | Première participation                                                                   |
| Géorgie            | 4e meilleur troisième de groupe (groupe 6)   | 30 avril 2023         | 0                                           | Première participation                                                                   |

Remarque : le vainqueur de l'édition est indiqué en gras et le pays hôte en italique.

### Arbitres
La liste des paires de juge-arbitres a été dévoilée le 25 septembre 2023 :
- Amar et Dino Konjičanin
- Václav Horáček et Jiři Novotný
- Mads Hansen et Jesper Madsen
- Charlotte et Julie Bonaventura
- Karim et Raouf Gasmi
- Maike Merz et Tanja Kuttler
- Robert Schulze et Tobias Tönnies
- Jónas Elíasson et Anton Pálsson
- Vaidas Mažeika et Mindaugas Gatelis
- Igor Covalciuc et Alexei Covalciuc
- Slave Nikolov et Gjorgji Nachevski
- Ivan Pavićević et Miloš Ražnatović
- Lars Jørum et Håvard Kleven
- Daniel Martins et Roberto Martins
- Bojan Lah et David Sok
- Andreu Marín et Ignacio García
- Arthur Brunner et Morad Salah
- Mirza Kurtagic et Mattias Wetterwik

### Effectifs
Le 1er décembre 2023, chaque équipe a envoyé à l'EHF une liste de 35 joueurs maximum : ce sont les seuls joueurs éligibles pour participer à la compétition.
La délégation officielle est quant à elle de 20 joueurs maximum et pour chaque match chaque équipe choisit les 16 joueurs retenus participant ce jour-là.
Concernant les règles de remplacement de joueurs, un maximum de deux joueurs peuvent être remplacés par deux nouveaux joueurs issus du contingent initial de 35 (ou moins) à chaque phase : deux maximum lors du tour préliminaire, deux maximum lors du tour principal et deux maximum lors de la phase finale. Si un joueur remplacé revient, cela compte comme un autre remplacement et s'ajoute au nombre total de remplacements.

## Tour préliminaire
Le tirage au sort des groupes de ce tour préliminaire a eu lieu le 10 mai 2023 au Düsseldorf.
Les deux premiers de chaque groupe sont qualifiés pour le tour principal et gardent les points obtenus contre l’équipe qualifiée également.

### Légende
Qualifiés pour le tour principal –  Éliminés – T : Tenant du titre 2022.

### Groupe A
Les matchs du Groupe A ont lieu dans la Merkur Spiel-Arena de Düsseldorf pour les deux matchs d'ouverture puis la Mercedes-Benz Arena à Berlin. 53 586 spectateurs ont ainsi assisté aux matchs d'ouverture, établissant ainsi un nouveau record mondial,.
|   | Équipe            | Pts | J | G | N | P | Bp | Bc  | Diff |
| - | ----------------- | --- | - | - | - | - | -- | --- | ---- |
| 1 | France            | 5   | 3 | 2 | 1 | 0 | 98 | 85  | 13   |
| 2 | Allemagne         | 4   | 3 | 2 | 0 | 1 | 91 | 72  | 19   |
| 3 | Macédoine du Nord | 2   | 3 | 1 | 0 | 2 | 83 | 100 | -17  |
| 4 | Suisse            | 1   | 3 | 0 | 1 | 2 | 67 | 82  | -15  |

| 10 janvier 2024 18h00 | France        | 39 – 29   | Macédoine du Nord | Merkur Spiel-Arena, Düsseldorf Affluence : 53 586 Arbitrage : Kurtagic, Wetterwik |
| 10 janvier 2024 18h00 | Hugo Descat 7 | (17 – 13) | Žarko Peševski 7  | Merkur Spiel-Arena, Düsseldorf Affluence : 53 586 Arbitrage : Kurtagic, Wetterwik |
| 10 janvier 2024 18h00 | Rapport       |           |                   | Merkur Spiel-Arena, Düsseldorf Affluence : 53 586 Arbitrage : Kurtagic, Wetterwik |

Remarque : fait rarissime dans le handball de haut niveau, les arbitres n'ont distribué aucune sanction disciplinaire (avertissement, exclusion ou disqualification) au cours de ce match.
| 10 janvier 2024 20h45 | Allemagne    | 27 – 14  | Suisse        | Merkur Spiel-Arena, Düsseldorf Affluence : 53 586 Arbitrage : Hansen, Madsen |
| 10 janvier 2024 20h45 | Juri Knorr 6 | (13 – 8) | Lenny Rubin 4 | Merkur Spiel-Arena, Düsseldorf Affluence : 53 586 Arbitrage : Hansen, Madsen |
| 10 janvier 2024 20h45 | ×1 ×3        | Rapport  | ×1 ×3         | Merkur Spiel-Arena, Düsseldorf Affluence : 53 586 Arbitrage : Hansen, Madsen |

| 14 janvier 2024 18h00 | Suisse        | 26 – 26   | France     | Mercedes-Benz Arena, Berlin Arbitrage : A. Konjičanin, D. Konjičanin |
| 14 janvier 2024 18h00 | Lukas Laube 9 | (14 – 14) | Dika Mem 7 | Mercedes-Benz Arena, Berlin Arbitrage : A. Konjičanin, D. Konjičanin |
| 14 janvier 2024 18h00 | ×1 ×3         | Rapport   | ×1 ×2      | Mercedes-Benz Arena, Berlin Arbitrage : A. Konjičanin, D. Konjičanin |

| 14 janvier 2024 20h30 | Macédoine du Nord | 25 – 34   | Allemagne     | Mercedes-Benz Arena, Berlin Arbitrage : D. Martins, R. Martins |
| 14 janvier 2024 20h30 | Nenad Kosteski 6  | (13 – 18) | Juri Knorr 10 | Mercedes-Benz Arena, Berlin Arbitrage : D. Martins, R. Martins |
| 14 janvier 2024 20h30 | ×5                | Rapport   | ×2            | Mercedes-Benz Arena, Berlin Arbitrage : D. Martins, R. Martins |

| 16 janvier 2024 18h00 | Macédoine du Nord | 29 – 27  | Suisse    | Mercedes-Benz Arena, Berlin Arbitrage : A. Covalciuc, I. Covalciuc |
| 16 janvier 2024 18h00 | Kosteski, Mitev 5 | (13 – 9) | Schmid 12 | Mercedes-Benz Arena, Berlin Arbitrage : A. Covalciuc, I. Covalciuc |
| 16 janvier 2024 18h00 | ×1 ×2             | Rapport  | ×2        | Mercedes-Benz Arena, Berlin Arbitrage : A. Covalciuc, I. Covalciuc |

| 16 janvier 2024 20h30 | France      | 33 – 30   | Allemagne    | Mercedes-Benz Arena, Berlin Arbitrage : Horáček, Novotný |
| 16 janvier 2024 20h30 | Mahé, Mem 5 | (17 – 15) | Juri Knorr 8 | Mercedes-Benz Arena, Berlin Arbitrage : Horáček, Novotný |
| 16 janvier 2024 20h30 | ×2          | Rapport   | ×1 ×2        | Mercedes-Benz Arena, Berlin Arbitrage : Horáček, Novotný |

### Groupe B
Les matchs du Groupe B ont lieu dans la SAP Arena à Mannheim :
|   | Équipe   | Pts | J | G | N | P | Bp | Bc | Diff |
| - | -------- | --- | - | - | - | - | -- | -- | ---- |
| 1 | Croatie  | 5   | 3 | 2 | 1 | 0 | 98 | 82 | 16   |
| 2 | Autriche | 4   | 3 | 1 | 2 | 0 | 92 | 85 | 7    |
| 3 | Espagne  | 3   | 3 | 1 | 1 | 1 | 98 | 96 | 2    |
| 4 | Roumanie | 0   | 3 | 0 | 0 | 3 | 73 | 98 | -25  |

| 12 janvier 2024 18h00 | Autriche            | 31 – 24   | Roumanie         | SAP Arena, Mannheim Arbitrage : Jørum, Kleven |
| 12 janvier 2024 18h00 | Sebastian Frimmel 6 | (15 – 14) | Demis Grigoraș 6 | SAP Arena, Mannheim Arbitrage : Jørum, Kleven |
| 12 janvier 2024 18h00 | ×2                  | Rapport   | ×1 ×3            | SAP Arena, Mannheim Arbitrage : Jørum, Kleven |

| 12 janvier 2024 20h30 | Espagne       | 29 – 39   | Croatie                     | SAP Arena, Mannheim Arbitrage : Horáček, Novotný |
| 12 janvier 2024 20h30 | Aleix Gómez 8 | (14 – 18) | Martinović, Šoštarič (en) 8 | SAP Arena, Mannheim Arbitrage : Horáček, Novotný |
| 12 janvier 2024 20h30 | ×1            | Rapport   | ×2                          | SAP Arena, Mannheim Arbitrage : Horáček, Novotný |

| 14 janvier 2024 18h00 | Roumanie       | 24 – 36   | Espagne       | SAP Arena, Mannheim Arbitrage : Lah, Sok |
| 14 janvier 2024 18h00 | Dedu, Nistor 4 | (12 – 17) | Aleix Gómez 8 | SAP Arena, Mannheim Arbitrage : Lah, Sok |
| 14 janvier 2024 18h00 | ×1 ×2          | Rapport   | ×1            | SAP Arena, Mannheim Arbitrage : Lah, Sok |

| 14 janvier 2024 20h30 | Croatie               | 28 – 28   | Autriche       | SAP Arena, Mannheim Arbitrage : Hansen, Madsen |
| 14 janvier 2024 20h30 | Mario Šoštarič (en) 6 | (14 – 12) | Nikola Bilyk 7 | SAP Arena, Mannheim Arbitrage : Hansen, Madsen |
| 14 janvier 2024 20h30 | ×3                    | Rapport   | ×1 ×4          | SAP Arena, Mannheim Arbitrage : Hansen, Madsen |

| 16 janvier 2024 18h00 | Croatie              | 31 – 25   | Roumanie                    | SAP Arena, Mannheim Arbitrage : A. Konjičanin, D. Konjičanin |
| 16 janvier 2024 18h00 | Luka Lovre Klarica 7 | (16 – 12) | Andrei Nicușor Negru (en) 9 | SAP Arena, Mannheim Arbitrage : A. Konjičanin, D. Konjičanin |
| 16 janvier 2024 18h00 | ×1 ×3 ×1             | Rapport   | ×1 ×5                       | SAP Arena, Mannheim Arbitrage : A. Konjičanin, D. Konjičanin |

| 16 janvier 2024 20h30 | Espagne       | 33 – 33   | Autriche       | SAP Arena, Mannheim Arbitrage : Mažeika, Gatelis |
| 16 janvier 2024 20h30 | Aleix Gómez 8 | (15 – 17) | Nikola Bilyk 8 | SAP Arena, Mannheim Arbitrage : Mažeika, Gatelis |
| 16 janvier 2024 20h30 | ×1 ×4 ×1      | Rapport   | ×1 ×4          | SAP Arena, Mannheim Arbitrage : Mažeika, Gatelis |

### Groupe C
Les matchs du Groupe C ont lieu dans la Olympiahalle à Munich :
|   | Équipe     | Pts | J | G | N | P | Bp | Bc | Diff |
| - | ---------- | --- | - | - | - | - | -- | -- | ---- |
| 1 | Hongrie    | 6   | 3 | 3 | 0 | 0 | 87 | 76 | 11   |
| 2 | Islande    | 3   | 3 | 1 | 1 | 1 | 83 | 90 | -7   |
| 3 | Monténégro | 2   | 3 | 1 | 0 | 2 | 84 | 86 | -2   |
| 4 | Serbie     | 1   | 3 | 0 | 1 | 2 | 83 | 85 | -2   |

| 12 janvier 2024 18h00 | Islande              | 27 – 27   | Serbie              | Olympiahalle, Munich Arbitrage : D. Martins, R. Martins |
| 12 janvier 2024 18h00 | Bjarki Már Elísson 7 | (11 – 10) | Dragan Pechmalbec 5 | Olympiahalle, Munich Arbitrage : D. Martins, R. Martins |
| 12 janvier 2024 18h00 | ×1                   | Rapport   | ×4 ×1               | Olympiahalle, Munich Arbitrage : D. Martins, R. Martins |

| 12 janvier 2024 20h30 | Hongrie         | 26 – 24   | Monténégro            | Olympiahalle, Munich Arbitrage : I. Covalciuc, A. Covalciuc |
| 12 janvier 2024 20h30 | Bence Bánhidi 6 | (14 – 14) | Borozan, Dragašević 6 | Olympiahalle, Munich Arbitrage : I. Covalciuc, A. Covalciuc |
| 12 janvier 2024 20h30 | ×7              | Rapport   | ×6 ×1                 | Olympiahalle, Munich Arbitrage : I. Covalciuc, A. Covalciuc |

| 14 janvier 2024 18h00 | Monténégro     | 30 – 31   | Islande               | Olympiahalle, Munich Arbitrage : Mažeika, Gatelis |
| 14 janvier 2024 18h00 | Vuko Borozan 5 | (15 – 17) | Ómar Ingi Magnússon 7 | Olympiahalle, Munich Arbitrage : Mažeika, Gatelis |
| 14 janvier 2024 18h00 | ×6             | Rapport   | ×4                    | Olympiahalle, Munich Arbitrage : Mažeika, Gatelis |

| 14 janvier 2024 20h30 | Serbie                   | 27 – 28   | Hongrie         | Olympiahalle, Munich Arbitrage : Jørum, Kleven |
| 14 janvier 2024 20h30 | N. Ilić, Vorkapić (en) 5 | (13 – 14) | Bence Bánhidi 9 | Olympiahalle, Munich Arbitrage : Jørum, Kleven |
| 14 janvier 2024 20h30 | ×6                       | Rapport   | ×4              | Olympiahalle, Munich Arbitrage : Jørum, Kleven |

| 16 janvier 2024 18h00 | Serbie             | 29 – 30   | Monténégro       | Olympiahalle, Munich Arbitrage : Kurtagic, Wetterwik |
| 16 janvier 2024 18h00 | Lazar Kukić (en) 7 | (14 – 15) | Branko Vujović 8 | Olympiahalle, Munich Arbitrage : Kurtagic, Wetterwik |
| 16 janvier 2024 18h00 | ×4                 | Rapport   | ×4 ×1            | Olympiahalle, Munich Arbitrage : Kurtagic, Wetterwik |

| 16 janvier 2024 20h30 | Islande                   | 25 – 33   | Hongrie                   | Olympiahalle, Munich Arbitrage : Lah, Sok |
| 16 janvier 2024 20h30 | Viggó Kristjánsson (en) 8 | (13 – 15) | Hanusz (en), Szita (en) 5 | Olympiahalle, Munich Arbitrage : Lah, Sok |
| 16 janvier 2024 20h30 | ×4                        | Rapport   | ×5 ×1                     | Olympiahalle, Munich Arbitrage : Lah, Sok |

### Groupe D
Les matchs du Groupe D ont lieu dans la Mercedes-Benz Arena à Berlin :
|   | Équipe     | Pts | J | G | N | P | Bp | Bc | Diff |
| - | ---------- | --- | - | - | - | - | -- | -- | ---- |
| 1 | Slovénie   | 6   | 3 | 3 | 0 | 0 | 92 | 81 | 11   |
| 2 | Norvège    | 3   | 3 | 1 | 1 | 1 | 85 | 75 | 10   |
| 3 | Pologne    | 2   | 3 | 1 | 0 | 2 | 78 | 92 | -14  |
| 4 | Îles Féroé | 1   | 3 | 0 | 1 | 2 | 83 | 90 | -7   |

| 11 janvier 2024 18h00 | Slovénie          | 32 – 29   | Îles Féroé                       | Mercedes-Benz Arena, Berlin Arbitrage : Schulze, Tönnies |
| 11 janvier 2024 18h00 | Aleks Vlah (en) 8 | (13 – 13) | E. Skipagøtu (en), Teigum (en) 9 | Mercedes-Benz Arena, Berlin Arbitrage : Schulze, Tönnies |
| 11 janvier 2024 18h00 | ×2 ×5             | Rapport   | ×1 ×3                            | Mercedes-Benz Arena, Berlin Arbitrage : Schulze, Tönnies |

| 11 janvier 2024 20h30 | Norvège          | 32 – 21   | Pologne        | Mercedes-Benz Arena, Berlin Arbitrage : Pavićević, Ražnatović |
| 11 janvier 2024 20h30 | Sander Sagosen 6 | (15 – 10) | Szymon Sićko 5 | Mercedes-Benz Arena, Berlin Arbitrage : Pavićević, Ražnatović |
| 11 janvier 2024 20h30 | ×1               | Rapport   | ×3 ×1          | Mercedes-Benz Arena, Berlin Arbitrage : Pavićević, Ražnatović |

| 13 janvier 2024 18h00 | Pologne         | 25 – 32   | Slovénie        | Mercedes-Benz Arena, Berlin Arbitrage : Nikolov, Nachevski |
| 13 janvier 2024 18h00 | trois joueurs 4 | (14 – 20) | Gašper Marguč 6 | Mercedes-Benz Arena, Berlin Arbitrage : Nikolov, Nachevski |
| 13 janvier 2024 18h00 | ×2              | Rapport   | ×1 ×3           | Mercedes-Benz Arena, Berlin Arbitrage : Nikolov, Nachevski |

| 13 janvier 2024 20h30 | Îles Féroé                   | 26 – 26   | Norvège           | Mercedes-Benz Arena, Berlin Arbitrage : Brunner, Salah |
| 13 janvier 2024 20h30 | E. Skipagøtu (en), Rasmussen | (12 – 13) | Alexander Blonz 8 | Mercedes-Benz Arena, Berlin Arbitrage : Brunner, Salah |
| 13 janvier 2024 20h30 | ×2 ×6                        | Rapport   | ×1 ×5 ×1          | Mercedes-Benz Arena, Berlin Arbitrage : Brunner, Salah |

| 15 janvier 2024 18h00 | Pologne         | 32 – 28   | Îles Féroé                   | Mercedes-Benz Arena, Berlin Arbitrage : Marín, García |
| 15 janvier 2024 18h00 | Szymon Sićko 10 | (15 – 15) | Hákun West av Teigum (en) 10 | Mercedes-Benz Arena, Berlin Arbitrage : Marín, García |
| 15 janvier 2024 18h00 | ×2 ×7           | Rapport   | ×5                           | Mercedes-Benz Arena, Berlin Arbitrage : Marín, García |

| 15 janvier 2024 20h30 | Norvège          | 27 – 28   | Slovénie          | Mercedes-Benz Arena, Berlin Arbitrage : Bonaventura, Bonaventura |
| 15 janvier 2024 20h30 | Sander Sagosen 6 | (17 – 17) | Aleks Vlah (en) 7 | Mercedes-Benz Arena, Berlin Arbitrage : Bonaventura, Bonaventura |
| 15 janvier 2024 20h30 | ×3               | Rapport   | ×2 ×9             | Mercedes-Benz Arena, Berlin Arbitrage : Bonaventura, Bonaventura |

### Groupe E
Les matchs du Groupe E ont lieu dans la SAP Arena à Mannheim :
|   | Équipe             | Pts | J | G | N | P | Bp  | Bc | Diff |
| - | ------------------ | --- | - | - | - | - | --- | -- | ---- |
| 1 | Suède T            | 6   | 3 | 3 | 0 | 0 | 100 | 74 | 26   |
| 2 | Pays-Bas           | 4   | 3 | 2 | 0 | 1 | 98  | 78 | 20   |
| 3 | Géorgie            | 2   | 3 | 1 | 0 | 2 | 77  | 95 | -18  |
| 4 | Bosnie-Herzégovine | 0   | 3 | 0 | 0 | 3 | 59  | 87 | -28  |

| 11 janvier 2024 18h00 | Pays-Bas                  | 34 – 29   | Géorgie                     | SAP Arena, Mannheim Arbitrage : Marín, García |
| 11 janvier 2024 18h00 | Baijens, ten Velde (en) 6 | (19 – 12) | Giorgi Tskhovrebadze (en) 9 | SAP Arena, Mannheim Arbitrage : Marín, García |
| 11 janvier 2024 18h00 | ×1 ×5                     | Rapport   | ×4                          | SAP Arena, Mannheim Arbitrage : Marín, García |

| 11 janvier 2024 20h30 | Suède          | 29 – 20  | Bosnie-Herzégovine | SAP Arena, Mannheim Arbitrage : Merz, Kuttler |
| 11 janvier 2024 20h30 | Hampus Wanne 9 | (14 – 7) | Adin Faljić 4      | SAP Arena, Mannheim Arbitrage : Merz, Kuttler |
| 11 janvier 2024 20h30 | ×2             | Rapport  | ×1                 | SAP Arena, Mannheim Arbitrage : Merz, Kuttler |

| 13 janvier 2024 18h00 | Bosnie-Herzégovine | 20 – 36  | Pays-Bas                | SAP Arena, Mannheim Arbitrage : Elíasson, Pálsson |
| 13 janvier 2024 18h00 | Marko Davidović 4  | (7 – 17) | Rutger ten Velde (en) 9 | SAP Arena, Mannheim Arbitrage : Elíasson, Pálsson |
| 13 janvier 2024 18h00 | ×6                 | Rapport  | ×1 ×4                   | SAP Arena, Mannheim Arbitrage : Elíasson, Pálsson |

| 13 janvier 2024 20h30 | Géorgie               | 26 – 42  | Suède                | SAP Arena, Mannheim Arbitrage : Pavićević, Ražnatović |
| 13 janvier 2024 20h30 | Erekle Arsenashvili 6 | (9 – 23) | Sebastian Karlsson 7 | SAP Arena, Mannheim Arbitrage : Pavićević, Ražnatović |
| 13 janvier 2024 20h30 | ×2                    | Rapport  | ×2                   | SAP Arena, Mannheim Arbitrage : Pavićević, Ražnatović |

| 15 janvier 2024 18h00 | Bosnie-Herzégovine | 19 – 22 | Géorgie                     | SAP Arena, Mannheim Arbitrage : Gasmi et Gasmi |
| 15 janvier 2024 18h00 | Marko Panić 7      | (9 – 9) | Giorgi Tskhovrebadze (en) 7 | SAP Arena, Mannheim Arbitrage : Gasmi et Gasmi |
| 15 janvier 2024 18h00 | ×2                 | Rapport | ×1                          | SAP Arena, Mannheim Arbitrage : Gasmi et Gasmi |

| 15 janvier 2024 20h30 | Suède               | 29 – 28   | Pays-Bas     | SAP Arena, Mannheim Arbitrage : Nikolov, Nachevski |
| 15 janvier 2024 20h30 | Claar (en), Wanne 5 | (15 – 15) | Luc Steins 6 | SAP Arena, Mannheim Arbitrage : Nikolov, Nachevski |
| 15 janvier 2024 20h30 | ×4                  | Rapport   | ×1 ×2        | SAP Arena, Mannheim Arbitrage : Nikolov, Nachevski |

### Groupe F
Les matchs du Groupe F ont lieu dans la Olympiahalle à Munich :
|   | Équipe   | Pts | J | G | N | P | Bp  | Bc  | Diff |
| - | -------- | --- | - | - | - | - | --- | --- | ---- |
| 1 | Danemark | 6   | 3 | 3 | 0 | 0 | 100 | 69  | 31   |
| 2 | Portugal | 4   | 3 | 2 | 0 | 1 | 88  | 88  | 0    |
| 3 | Tchéquie | 2   | 3 | 1 | 0 | 2 | 70  | 73  | -3   |
| 4 | Grèce    | 0   | 3 | 0 | 0 | 3 | 72  | 100 | -28  |

| 11 janvier 2024 18h00 | Portugal          | 31 – 24   | Grèce           | Olympiahalle, Munich Arbitrage : Bonaventura, Bonaventura |
| 11 janvier 2024 18h00 | Francisco Costa 6 | (18 – 14) | trois joueurs 5 | Olympiahalle, Munich Arbitrage : Bonaventura, Bonaventura |
| 11 janvier 2024 18h00 | ×2                | Rapport   | ×1 ×2           | Olympiahalle, Munich Arbitrage : Bonaventura, Bonaventura |

| 11 janvier 2024 20h30 | Danemark        | 23 – 14 | Tchéquie              | Olympiahalle, Munich Arbitrage : Gasmi, Gasmi |
| 11 janvier 2024 20h30 | Mikkel Hansen 5 | (9 – 9) | Vojtěch Patzel (en) 4 | Olympiahalle, Munich Arbitrage : Gasmi, Gasmi |
| 11 janvier 2024 20h30 | ×1 ×3           | Rapport | ×3                    | Olympiahalle, Munich Arbitrage : Gasmi, Gasmi |

| 13 janvier 2024 18h00 | Tchéquie           | 27 – 30  | Portugal        | Olympiahalle, Munich Arbitrage : Schulze, Tönnies |
| 13 janvier 2024 18h00 | Matěj Klíma (en) 8 | (7 – 13) | Martim Costa 11 | Olympiahalle, Munich Arbitrage : Schulze, Tönnies |
| 13 janvier 2024 18h00 | ×2 ×1              | Rapport  | ×7              | Olympiahalle, Munich Arbitrage : Schulze, Tönnies |

| 13 janvier 2024 20h30 | Grèce             | 28 – 40   | Danemark            | Olympiahalle, Munich Arbitrage : Merz, Kuttler |
| 13 janvier 2024 20h30 | Boskos, Kederis 4 | (10 – 23) | Michael Damgaard 10 | Olympiahalle, Munich Arbitrage : Merz, Kuttler |
| 13 janvier 2024 20h30 | ×5                | Rapport   | ×2                  | Olympiahalle, Munich Arbitrage : Merz, Kuttler |

| 15 janvier 2024 18h00 | Tchéquie       | 29 – 20  | Grèce              | Olympiahalle, Munich Arbitrage : Elíasson, Pálsson |
| 15 janvier 2024 18h00 | Jakub Štěrba 7 | (15 – 8) | Christos Kederis 5 | Olympiahalle, Munich Arbitrage : Elíasson, Pálsson |
| 15 janvier 2024 18h00 | ×1 ×4          | Rapport  | ×5                 | Olympiahalle, Munich Arbitrage : Elíasson, Pálsson |

| 15 janvier 2024 20h30 | Danemark          | 37 – 27   | Portugal       | Olympiahalle, Munich Arbitrage : Brunner, Salah |
| 15 janvier 2024 20h30 | Mathias Gidsel 11 | (17 – 15) | Martim Costa 9 | Olympiahalle, Munich Arbitrage : Brunner, Salah |
| 15 janvier 2024 20h30 | ×1 ×2             | Rapport   | ×1 ×5          | Olympiahalle, Munich Arbitrage : Brunner, Salah |

## Tour principal

### Légende
Qualifiés pour les Demi-finales –  Qualifiés pour le Match pour la 5e place –  Éliminés – T : Tenant du titre 2022

### Groupe I
Les matchs du Groupe I ont lieu dans la Lanxess Arena à Cologne :
|   | Équipe    | Pts | J | G | N | P | Bp  | Bc  | Diff | Dép     |
| - | --------- | --- | - | - | - | - | --- | --- | ---- | ------- |
| 1 | France    | 10  | 5 | 5 | 0 | 0 | 174 | 154 | 20   | -       |
| 2 | Allemagne | 5   | 5 | 2 | 1 | 2 | 137 | 137 | 0    | -       |
| 3 | Hongrie   | 4   | 5 | 2 | 0 | 3 | 151 | 151 | 0    | 2p., +7 |
| 4 | Autriche  | 4   | 5 | 1 | 2 | 2 | 132 | 138 | -6   | 2p., -1 |
| 5 | Islande   | 4   | 5 | 2 | 0 | 3 | 142 | 152 | -10  | 2p., -6 |
| 6 | Croatie   | 3   | 5 | 1 | 1 | 3 | 146 | 150 | -4   | -       |

| Groupe | Équipe 1 | Score   | Équipe 2  |
| ------ | -------- | ------- | --------- |
| A      | France   | 33 – 30 | Allemagne |
| B      | Croatie  | 28 – 28 | Autriche  |
| C      | Islande  | 25 – 33 | Hongrie   |

| 18 janvier 2024 15h30 | Hongrie          | 29 – 30   | Autriche       | Lanxess Arena, Cologne Arbitrage : D et R. Martins |
| 18 janvier 2024 15h30 | quatre joueurs 4 | (17 - 17) | Nikola Bilyk 8 | Lanxess Arena, Cologne Arbitrage : D et R. Martins |
| 18 janvier 2024 15h30 | ×2               | Rapport   | ×1 ×4          | Lanxess Arena, Cologne Arbitrage : D et R. Martins |

| 18 janvier 2024 18h00 | France     | 34 – 32   | Croatie              | Lanxess Arena, Cologne Arbitrage : Jørum, Kleven |
| 18 janvier 2024 18h00 | Dika Mem 6 | (18 - 18) | Zvonimir Srna (de) 6 | Lanxess Arena, Cologne Arbitrage : Jørum, Kleven |
| 18 janvier 2024 18h00 | ×1 ×4 ×1   | Rapport   | ×1 ×5                | Lanxess Arena, Cologne Arbitrage : Jørum, Kleven |

| 18 janvier 2024 20h30 | Allemagne    | 26 – 24   | Islande                    | Lanxess Arena, Cologne Arbitrage : Nikolov, Nachevski |
| 18 janvier 2024 20h30 | Juri Knorr 6 | (11 - 10) | Janus Daði Smárason (en) 6 | Lanxess Arena, Cologne Arbitrage : Nikolov, Nachevski |
| 18 janvier 2024 20h30 | ×1 ×2        | Rapport   | ×2                         | Lanxess Arena, Cologne Arbitrage : Nikolov, Nachevski |

| 20 janvier 2024 15h30 | France                 | 39 – 32   | Islande         | Lanxess Arena, Cologne Arbitrage : Hansen, Madsen |
| 20 janvier 2024 15h30 | Richardson, Fabregas 6 | (17 - 14) | trois joueurs 6 | Lanxess Arena, Cologne Arbitrage : Hansen, Madsen |
| 20 janvier 2024 15h30 | ×4                     | Rapport   | ×3              | Lanxess Arena, Cologne Arbitrage : Hansen, Madsen |

| 20 janvier 2024 18h00 | Hongrie           | 29 – 26   | Croatie              | Lanxess Arena, Cologne Arbitrage : Lah, Sok |
| 20 janvier 2024 18h00 | Bence Imre (en) 7 | (14 - 13) | Glavaš, Lučin (en) 5 | Lanxess Arena, Cologne Arbitrage : Lah, Sok |
| 20 janvier 2024 18h00 | ×3 ×4             | Rapport   | ×1 ×6                | Lanxess Arena, Cologne Arbitrage : Lah, Sok |

| 20 janvier 2024 20h30 | Allemagne    | 22 – 22   | Autriche       | Lanxess Arena, Cologne Arbitrage : Kurtagic, Wetterwik |
| 20 janvier 2024 20h30 | Juri Knorr 6 | (11 - 12) | Nikola Bilyk 5 | Lanxess Arena, Cologne Arbitrage : Kurtagic, Wetterwik |
| 20 janvier 2024 20h30 | ×1 ×3        | Rapport   | ×1 ×3          | Lanxess Arena, Cologne Arbitrage : Kurtagic, Wetterwik |

| 22 janvier 2024 15h30 | Croatie         | 30 – 35   | Islande              | Lanxess Arena, Cologne Arbitrage : D. Martins, R. Martins |
| 22 janvier 2024 15h30 | Marin Jelinić 6 | (18 - 16) | Bjarki Már Elísson 8 | Lanxess Arena, Cologne Arbitrage : D. Martins, R. Martins |
| 22 janvier 2024 15h30 | ×5              | Rapport   | ×1                   | Lanxess Arena, Cologne Arbitrage : D. Martins, R. Martins |

| 22 janvier 2024 18h00 | France          | 33 – 28   | Autriche              | Lanxess Arena, Cologne Arbitrage : Horáček, Novotný |
| 22 janvier 2024 18h00 | Fabregas, Mem 7 | (15 - 16) | Bilyk, Hutecek (en) 6 | Lanxess Arena, Cologne Arbitrage : Horáček, Novotný |
| 22 janvier 2024 18h00 | ×2              | Rapport   | ×4                    | Lanxess Arena, Cologne Arbitrage : Horáček, Novotný |

| 22 janvier 2024 20h30 | Allemagne            | 35 – 28   | Hongrie              | Lanxess Arena, Cologne Arbitrage : Jørum, Kleven |
| 22 janvier 2024 20h30 | Julian Köster (en) 8 | (18 - 17) | Ancsin, Rosta (en) 6 | Lanxess Arena, Cologne Arbitrage : Jørum, Kleven |
| 22 janvier 2024 20h30 | ×3                   | Rapport   | ×1                   | Lanxess Arena, Cologne Arbitrage : Jørum, Kleven |

| 24 janvier 2024 15h30 | Autriche        | 24 – 26  | Islande                    | Lanxess Arena, Cologne Arbitrage : Pavićević, Ražnatović |
| 24 janvier 2024 15h30 | Tobias Wagner 7 | (8 - 14) | Sigvaldi Guðjónsson (en) 8 | Lanxess Arena, Cologne Arbitrage : Pavićević, Ražnatović |
| 24 janvier 2024 15h30 | ×3              | Rapport  | ×3 ×1                      | Lanxess Arena, Cologne Arbitrage : Pavićević, Ražnatović |

| 24 janvier 2024 18h00 | France         | 35 – 32   | Hongrie               | Lanxess Arena, Cologne Arbitrage : Lah, Sok |
| 24 janvier 2024 18h00 | Nedim Remili 7 | (20 - 18) | Bánhidi, Rosta (en) 6 | Lanxess Arena, Cologne Arbitrage : Lah, Sok |
| 24 janvier 2024 18h00 | ×1 ×2          | Rapport   | ×3                    | Lanxess Arena, Cologne Arbitrage : Lah, Sok |

| 24 janvier 2024 20h30 | Allemagne        | 24 – 30   | Croatie   | Lanxess Arena, Cologne Arbitrage : Marín, García |
| 24 janvier 2024 20h30 | Golla, Heymann 4 | (14 - 13) | Karačić 6 | Lanxess Arena, Cologne Arbitrage : Marín, García |
| 24 janvier 2024 20h30 | ×1 ×2            | Rapport   | ×3        | Lanxess Arena, Cologne Arbitrage : Marín, García |

### Groupe II
Les matchs du Groupe II ont lieu dans la Barclays Arena à Hambourg :
|   | Équipe   | Pts | J | G | N | P | Bp  | Bc  | Diff | Dép |
| - | -------- | --- | - | - | - | - | --- | --- | ---- | --- |
| 1 | Danemark | 8   | 5 | 4 | 0 | 1 | 158 | 132 | 26   | -   |
| 2 | Suède T  | 6   | 5 | 3 | 0 | 2 | 147 | 144 | 3    | 2p. |
| 3 | Slovénie | 6   | 5 | 3 | 0 | 2 | 145 | 147 | -2   | 0p. |
| 4 | Portugal | 5   | 5 | 2 | 1 | 2 | 163 | 172 | -9   | -   |
| 5 | Norvège  | 4   | 5 | 2 | 0 | 3 | 150 | 149 | 1    | -   |
| 6 | Pays-Bas | 1   | 5 | 0 | 1 | 4 | 154 | 173 | -19  | -   |

| Groupe | Équipe 1 | Score   | Équipe 2 |
| ------ | -------- | ------- | -------- |
| D      | Slovénie | 28 – 27 | Norvège  |
| E      | Suède    | 29 – 28 | Pays-Bas |
| F      | Danemark | 37 – 27 | Portugal |

| 17 janvier 2024 15h30 | Norvège           | 32 – 37   | Portugal        | Barclays Arena, Hambourg Affluence : 8 707 Arbitrage : Schulze, Tönnies |
| 17 janvier 2024 15h30 | Alexander Blonz 7 | (15 - 18) | Pedro Portela 8 | Barclays Arena, Hambourg Affluence : 8 707 Arbitrage : Schulze, Tönnies |
| 17 janvier 2024 15h30 | ×2                | Rapport   | ×2              | Barclays Arena, Hambourg Affluence : 8 707 Arbitrage : Schulze, Tönnies |

| 17 janvier 2024 18h00 | Danemark         | 39 – 27   | Pays-Bas                | Barclays Arena, Hambourg Arbitrage : C. et J. Bonaventura |
| 17 janvier 2024 18h00 | Mathias Gidsel 9 | (18 - 17) | Rutger ten Velde (en) 8 | Barclays Arena, Hambourg Arbitrage : C. et J. Bonaventura |
| 17 janvier 2024 18h00 | ×1               | Rapport   | ×6                      | Barclays Arena, Hambourg Arbitrage : C. et J. Bonaventura |

| 17 janvier 2024 20h30 | Slovénie          | 22 – 28  | Suède          | Barclays Arena, Hambourg Arbitrage : Marín, García |
| 17 janvier 2024 20h30 | Aleks Vlah (en) 7 | (7 - 11) | Lucas Pellas 8 | Barclays Arena, Hambourg Arbitrage : Marín, García |
| 17 janvier 2024 20h30 | ×2                | Rapport  | ×2 ×3          | Barclays Arena, Hambourg Arbitrage : Marín, García |

| 19 janvier 2024 15h30 | Slovénie          | 30 – 33   | Portugal        | Barclays Arena, Hambourg Arbitrage : C. et J. Bonaventura |
| 19 janvier 2024 15h30 | Borut Mačkovšek 7 | (17 - 18) | Martim Costa 11 | Barclays Arena, Hambourg Arbitrage : C. et J. Bonaventura |
| 19 janvier 2024 15h30 | ×1 ×3             | Rapport   | ×2              | Barclays Arena, Hambourg Arbitrage : C. et J. Bonaventura |

| 19 janvier 2024 18h00 | Norvège          | 35 – 32   | Pays-Bas                | Barclays Arena, Hambourg Arbitrage : Pavićević, Ražnatović |
| 19 janvier 2024 18h00 | quatre joueurs 4 | (16 - 18) | Rutger ten Velde (en) 8 | Barclays Arena, Hambourg Arbitrage : Pavićević, Ražnatović |
| 19 janvier 2024 18h00 | ×4               | Rapport   | ×3                      | Barclays Arena, Hambourg Arbitrage : Pavićević, Ražnatović |

| 19 janvier 2024 20h30 | Danemark          | 28 – 27   | Suède          | Barclays Arena, Hambourg Arbitrage : Horáček, Novotný |
| 19 janvier 2024 20h30 | Mathias Gidsel 10 | (17 - 15) | Hampus Wanne 9 | Barclays Arena, Hambourg Arbitrage : Horáček, Novotný |
| 19 janvier 2024 20h30 | ×4                | Rapport   | ×5             | Barclays Arena, Hambourg Arbitrage : Horáček, Novotný |

| 21 janvier 2024 15h30 | Slovénie        | 37 – 34   | Pays-Bas                  | Barclays Arena, Hambourg Arbitrage : Schulze, Tönnies |
| 21 janvier 2024 15h30 | trois joueurs 6 | (19 - 13) | Niels Versteijnen (en) 15 | Barclays Arena, Hambourg Arbitrage : Schulze, Tönnies |
| 21 janvier 2024 15h30 | ×3              | Rapport   | ×1 ×2                     | Barclays Arena, Hambourg Arbitrage : Schulze, Tönnies |

| 21 janvier 2024 18h00 | Suède           | 40 – 33   | Portugal       | Barclays Arena, Hambourg Arbitrage : Nikolov, Nachevski |
| 21 janvier 2024 18h00 | Lucas Pellas 10 | (19 - 15) | Martim Costa 8 | Barclays Arena, Hambourg Arbitrage : Nikolov, Nachevski |
| 21 janvier 2024 18h00 | ×4              | Rapport   | ×2             | Barclays Arena, Hambourg Arbitrage : Nikolov, Nachevski |

| 21 janvier 2024 20h30 | Norvège           | 23 – 29   | Danemark        | Barclays Arena, Hambourg Arbitrage : Marín, García |
| 21 janvier 2024 20h30 | Alexander Blonz 5 | (11 - 18) | trois joueurs 5 | Barclays Arena, Hambourg Arbitrage : Marín, García |
| 21 janvier 2024 20h30 | ×1                | Rapport   | ×2              | Barclays Arena, Hambourg Arbitrage : Marín, García |

| 23 janvier 2024 15h30 | Pays-Bas                | 33 – 33   | Portugal          | Barclays Arena, Hambourg Arbitrage : Hansen, Madsen |
| 23 janvier 2024 15h30 | Rutger ten Velde (en) 7 | (17 - 15) | M. Costa, Frade 8 | Barclays Arena, Hambourg Arbitrage : Hansen, Madsen |
| 23 janvier 2024 15h30 | ×1 ×2                   | Rapport   | ×2                | Barclays Arena, Hambourg Arbitrage : Hansen, Madsen |

| 23 janvier 2024 18h00 | Slovénie               | 28 – 25   | Danemark                | Barclays Arena, Hambourg Arbitrage : Kurtagic, Wetterwik |
| 23 janvier 2024 18h00 | Kristjan Horžen (en) 6 | (17 - 14) | Kirkeløkke, Jørgensen 6 | Barclays Arena, Hambourg Arbitrage : Kurtagic, Wetterwik |
| 23 janvier 2024 18h00 | ×1 ×3                  | Rapport   | ×2                      | Barclays Arena, Hambourg Arbitrage : Kurtagic, Wetterwik |

| 23 janvier 2024 20h30 | Norvège            | 33 – 23   | Suède                | Barclays Arena, Hambourg Arbitrage : C. et J. Bonaventura |
| 23 janvier 2024 20h30 | Alexander Blonz 11 | (15 - 12) | Lukas Sandell (en) 4 | Barclays Arena, Hambourg Arbitrage : C. et J. Bonaventura |
| 23 janvier 2024 20h30 | ×1                 | Rapport   | ×1 ×6                | Barclays Arena, Hambourg Arbitrage : C. et J. Bonaventura |

## Phase finale
|  | Demi-finales             | Demi-finales             | Demi-finales             | Demi-finales             |                               |        | Finale                   | Finale                   | Finale                   | Finale                   |
|  |                          |                          |                          |                          |                               |        |                          |                          |                          |                          |
|  | 26 janvier 2024, Cologne | 26 janvier 2024, Cologne | 26 janvier 2024, Cologne | 26 janvier 2024, Cologne |                               |        | 28 janvier 2024, Cologne | 28 janvier 2024, Cologne | 28 janvier 2024, Cologne | 28 janvier 2024, Cologne |
|  | I1                       | France                   | 34                       | 34                       |                               |        | 28 janvier 2024, Cologne | 28 janvier 2024, Cologne | 28 janvier 2024, Cologne | 28 janvier 2024, Cologne |
|  | I1                       | France                   | 34                       | 34                       |                               |        | 28 janvier 2024, Cologne | 28 janvier 2024, Cologne | 28 janvier 2024, Cologne | 28 janvier 2024, Cologne |
|  | II2                      | Suède                    | 30                       | 30                       |                               |        | 28 janvier 2024, Cologne | 28 janvier 2024, Cologne | 28 janvier 2024, Cologne | 28 janvier 2024, Cologne |
|  | II2                      | Suède                    | 30                       | 30                       | France                        | France | 33                       | 33                       |                          |                          |
|  | 26 janvier 2024, Cologne |                          |                          |                          | France                        | France | 33                       | 33                       |                          |                          |
|  |                          |                          | Danemark                 | Danemark                 | 31                            | 31     |                          |                          |                          |                          |
|  | I2                       | Allemagne                | Danemark                 | Danemark                 | 31                            | 31     | 26                       | 26                       |                          |                          |
|  | I2                       | Allemagne                |                          |                          |                               |        |                          | 26                       |                          |                          |
|  | II1                      | Danemark                 | 29                       | 29                       |                               |        |                          |                          |                          |                          |
|  | II1                      | Danemark                 | 29                       | 29                       | Match pour la troisième place |        |                          |                          |                          |                          |
|  |                          |                          |                          |                          |                               |        |                          |                          |                          |                          |
|  | 28 janvier 2024, Cologne |                          |                          |                          |                               |        |                          |                          |                          |                          |
|  | Suède                    | Suède                    | 34                       | 34                       |                               |        |                          |                          |                          |                          |
|  | Suède                    | Suède                    | 34                       | 34                       |                               |        |                          |                          |                          |                          |
|  | Allemagne                | Allemagne                | 31                       | 31                       |                               |        |                          |                          |                          |                          |
|  | Allemagne                | Allemagne                | 31                       | 31                       |                               |        |                          |                          |                          |                          |

### Demi-finales
| 26 janvier 2024 17h45 | France        | 34 – 30 (ap)       | Suède              | Lanxess Arena, Cologne Arbitrage : Nikolov, Nachevski |
| 26 janvier 2024 17h45 | Hugo Descat 8 | (17 - 11, 27 - 27) | Felix Claar (en) 9 | Lanxess Arena, Cologne Arbitrage : Nikolov, Nachevski |
| 26 janvier 2024 17h45 | Prol. : 7 - 3 |                    |                    | Lanxess Arena, Cologne Arbitrage : Nikolov, Nachevski |
| 26 janvier 2024 17h45 | ×4            | Rapport            | ×1                 | Lanxess Arena, Cologne Arbitrage : Nikolov, Nachevski |

| 26 janvier 2024 20h30 | Allemagne       | 26 – 29   | Danemark        | Lanxess Arena, Cologne Arbitrage : Lah, Sok |
| 26 janvier 2024 20h30 | Renārs Uščins 5 | (14 - 12) | trois joueurs 5 | Lanxess Arena, Cologne Arbitrage : Lah, Sok |
| 26 janvier 2024 20h30 | ×2 ×3           | Rapport   | ×4              | Lanxess Arena, Cologne Arbitrage : Lah, Sok |

### Match pour la5eplace
| 26 janvier 2024 15h00 | Hongrie      | 23 – 22   | Slovénie        | Lanxess Arena, Cologne Arbitrage : Schulze, Tönnies |
| 26 janvier 2024 15h00 | Máté Lékai 5 | (12 - 13) | trois joueurs 4 | Lanxess Arena, Cologne Arbitrage : Schulze, Tönnies |
| 26 janvier 2024 15h00 | ×4 ×1        | Rapport   | ×2              | Lanxess Arena, Cologne Arbitrage : Schulze, Tönnies |

### Match pour la3eplace
| 28 janvier 2024 15h00 | Suède              | 34 – 31   | Allemagne       | Lanxess Arena, Cologne Arbitrage : Pavićević, Ražnatović |
| 28 janvier 2024 15h00 | Felix Claar (en) 8 | (18 - 12) | Renārs Uščins 8 | Lanxess Arena, Cologne Arbitrage : Pavićević, Ražnatović |
| 28 janvier 2024 15h00 | ×3                 | Rapport   |                 | Lanxess Arena, Cologne Arbitrage : Pavićević, Ražnatović |

### Finale
| 28 janvier 2024 17h45 | France             | 33 – 31 (ap)       | Danemark        | Lanxess Arena, Cologne Arbitrage : Marín, García |
| 28 janvier 2024 17h45 | Ludovic Fabregas 8 | (14 - 14, 27 - 27) | Mikkel Hansen 9 | Lanxess Arena, Cologne Arbitrage : Marín, García |
| 28 janvier 2024 17h45 | Prol. : 6 - 4      |                    |                 | Lanxess Arena, Cologne Arbitrage : Marín, García |
| 28 janvier 2024 17h45 | ×2 ×4              | Rapport            | ×1 ×3           | Lanxess Arena, Cologne Arbitrage : Marín, García |

## Classement final
| Rang                       | Équipe             | J | G | N | P | Bp  | Bc  | Diff | Commentaire                                   |  |
| -------------------------- | ------------------ | - | - | - | - | --- | --- | ---- | --------------------------------------------- |  |
| Médaille d'or, Europe      | France             | 9 | 8 | 1 | 0 | 306 | 270 | +36  | Qualifié pour le Mondial 2025 et l'Euro 2026. |  |
| Médaille d'argent, Europe  | Danemark           | 9 | 7 | 0 | 2 | 281 | 233 | +48  | -                                             |  |
| Médaille de bronze, Europe | Suède              | 9 | 6 | 0 | 3 | 282 | 255 | +27  | Qualifié pour les JO 2024 et le Mondial 2025  |  |
| 4                          | Allemagne          | 9 | 4 | 1 | 4 | 255 | 239 | +16  | Qualifié pour le Mondial 2025                 |  |
|                            |                    |   |   |   |   |     |     |      |                                               |  |
| 5                          | Hongrie            | 8 | 5 | 0 | 3 | 228 | 224 | +4   | -                                             |  |
| 6                          | Slovénie           | 8 | 5 | 0 | 3 | 231 | 224 | +7   | -                                             |  |
|                            |                    |   |   |   |   |     |     |      |                                               |  |
| 7                          | Portugal           | 7 | 4 | 1 | 2 | 224 | 223 | +1   | Qualifié pour un TQO                          |  |
| 8                          | Autriche           | 7 | 2 | 3 | 2 | 196 | 195 | +1   | Qualifié pour un TQO                          |  |
| 9                          | Norvège            | 7 | 3 | 1 | 3 | 208 | 196 | +12  | -                                             |  |
| 10                         | Islande            | 7 | 3 | 1 | 3 | 200 | 209 | -9   | -                                             |  |
| 11                         | Croatie            | 7 | 3 | 1 | 3 | 216 | 204 | +12  | -                                             |  |
| 12                         | Pays-Bas           | 7 | 2 | 1 | 4 | 224 | 222 | +2   | -                                             |  |
|                            |                    |   |   |   |   |     |     |      |                                               |  |
| 13                         | Espagne            | 3 | 1 | 1 | 1 | 98  | 96  | +2   | -                                             |  |
| 14                         | Monténégro         | 3 | 1 | 0 | 2 | 84  | 86  | -2   | -                                             |  |
| 15                         | Tchéquie           | 3 | 1 | 0 | 2 | 70  | 73  | -3   | -                                             |  |
| 16                         | Pologne            | 3 | 1 | 0 | 2 | 78  | 92  | -14  | -                                             |  |
| 17                         | Macédoine du Nord  | 3 | 1 | 0 | 2 | 83  | 100 | -17  | -                                             |  |
| 18                         | Géorgie            | 3 | 1 | 0 | 2 | 77  | 95  | -18  | -                                             |  |
| 19                         | Serbie             | 3 | 0 | 1 | 2 | 83  | 85  | -2   | -                                             |  |
| 20                         | Îles Féroé         | 3 | 0 | 1 | 2 | 83  | 90  | -7   | -                                             |  |
| 21                         | Suisse             | 3 | 0 | 1 | 2 | 67  | 82  | -15  | -                                             |  |
| 22                         | Roumanie           | 3 | 0 | 0 | 3 | 73  | 98  | -25  | -                                             |  |
| 23                         | Grèce              | 3 | 0 | 0 | 3 | 72  | 100 | -28  | -                                             |  |
| 24                         | Bosnie-Herzégovine | 3 | 0 | 0 | 3 | 59  | 87  | -28  | -                                             |  |

Modalités
- Les équipes de la 1re à la 6e place sont classées suivant leurs résultats lors de la phase finale.
- Les équipes de la 7e à la 12e place sont classées par deux et par ordre d'apparition dans leur groupe respectif :

1. 7e et 8e : les deux équipes classées 4es du tour principal,
2. 9e et 10e : les deux équipes classées 5es du tour principal,
3. 11e et 12e : les deux équipes classées 6es du tour principal,

puis elles sont départagées selon les critères suivants :
1. le nombre de points gagnés dans leur groupe respectif du tour principal,
2. la différence de buts dans leur groupe respectif du tour principal.

- Les équipes de la 13e à la 24e place sont classées selon les critères suivants :

1. le nombre de points gagnés dans leur groupe respectif du tour préliminaire,
2. la différence de buts dans leur groupe respectif du tour préliminaire.

Qualifications
- pour les Jeux olympiques de 2024 :
  - le vainqueur est directement qualifié. La France et le Danemark étant déjà qualifiés, c'est la Suède, troisième, qui hérite de la place directement qualificative.
  - les équipes classées aux 2e et 3e places obtiennent le droit de participer à des tournois de qualification olympique (TQO). L'Allemagne, la Hongrie et la Slovénie étant déjà assurés de participer aux TQO du fait de leurs classements au Championnat du monde 2023, ce sont le Portugal et l'Autriche, 7e et 8e respectivement, qui participent à un des trois TQO.
- pour le Championnat du monde 2025, les trois premiers sont qualifiés[7]. Le Danemark étant déjà qualifiés en tant que pays hôte, c'est l'Allemagne, quatrième, qui hérite de la dernière place directement qualificative en compagnie de la France et de la Suède.
- pour le Championnat d'Europe 2026, le vainqueur est directement qualifié. La France obtient donc la place directement qualificative.

## Statistiques et récompenses

### Équipe-type
| Wolff Wanne Fabregas Weber M. Costa Knorr Gidsel Meilleur joueur : Remili Meilleur défenseur : Saugstrup Meilleurs buteurs : M. Costa et Gidsel , 54 buts              |
| Équipe-type du championnat d'Europe 2024 |
| · Wolff · Wanne · Fabregas · Weber · M. Costa · Knorr · Gidsel Meilleur joueur : Remili Meilleur défenseur : Saugstrup Meilleurs buteurs : M. Costa et Gidsel, 54 buts |

L'équipe-type du tournoi est, : 
- Meilleur joueur : Nedim Remili,  France
- Meilleur gardien de but : Andreas Wolff,  Allemagne
- Meilleur ailier droit : Robert Weber,  Autriche
- Meilleur arrière droit : Mathias Gidsel,  Danemark
- Meilleur demi-centre : Juri Knorr,  Allemagne
- Meilleur pivot : Ludovic Fabregas,  France
- Meilleur arrière gauche : Martim Costa,  Portugal
- Meilleur ailier gauche : Hampus Wanne,  Suède
- Meilleur défenseur : Magnus Saugstrup,  Danemark

### Statistiques collectives
- Meilleure attaque :  France (34,0 buts par match)
- Moins bonne attaque :  Bosnie-Herzégovine (19,7 buts par match)
- Meilleure défense :  Tchéquie (24,3 buts par match)
- Moins bonne défense :  Grèce et  Macédoine du Nord (33,3 buts par match)
- Plus grand nombre de buts inscrits sur un match : 73 buts ( Suède 40-33  Portugal)
- Plus petit nombre de buts inscrits sur un match : 37 buts ( Danemark 23-14  Tchéquie)
- Plus grand écart de buts sur un match : +16 buts ( Pays-Bas 36-20  Bosnie-Herzégovine)

### Statistiques individuelles

#### Meilleurs buteurs
Au terme de la compétition, les meilleurs buteurs sont, :
| Rang | Joueur                 | Équipe    | Buts | Tirs | %      | 7m    | MJ | Moy. |
| ---- | ---------------------- | --------- | ---- | ---- | ------ | ----- | -- | ---- |
| 1    | Martim Costa           | Portugal  | 54   | 81   | 66,7 % | -     | 7  | 7,7  |
| 1    | Mathias Gidsel         | Danemark  | 54   | 66   | 81,8 % | -     | 8  | 6,8  |
| 3    | Juri Knorr             | Allemagne | 50   | 86   | 58,1 % | 14/19 | 9  | 5,6  |
| 4    | Dika Mem               | France    | 49   | 76   | 64,5 % | -     | 9  | 5,4  |
| 5    | Rutger ten Velde (en)  | Pays-Bas  | 45   | 65   | 69,2 % | 21/24 | 7  | 6,4  |
| 6    | Ludovic Fabregas       | France    | 44   | 50   | 88,0 % | -     | 9  | 4,9  |
| 6    | Aleks Vlah (en)        | Slovénie  | 44   | 75   | 58,6 % | 4/8   | 8  | 5,5  |
| 8    | Nikola Bilyk           | Autriche  | 41   | 72   | 56,9 % | -     | 7  | 5,9  |
| 9    | Niels Versteijnen (en) | Pays-Bas  | 39   | 59   | 66,1 % | 2/2   | 7  | 5,6  |
| 10   | Felix Claar (en)       | Suède     | 38   | 52   | 73,1 % | -     | 9  | 4,2  |

 Membre de l'équipe-type.

#### Meilleurs passeurs
Au terme de la compétition, au terme du tour principal, les meilleurs passeurs sont, :
| Rang | Joueur             | Équipe    | Passes | MJ | Moy. |
| ---- | ------------------ | --------- | ------ | -- | ---- |
| 1    | Nedim Remili       | France    | 53     | 9  | 5,88 |
| 2    | Luc Steins         | Pays-Bas  | 41     | 7  | 5,86 |
| 3    | Simon Pytlick      | Danemark  | 36     | 8  | 4,5  |
| 3    | Felix Claar (en)   | Suède     | 36     | 9  | 4,0  |
| 5    | Mathias Gidsel     | Danemark  | 35     | 8  | 4,4  |
| 6    | Sander Sagosen     | Norvège   | 34     | 6  | 5,7  |
| 7    | Nikola Bilyk       | Autriche  | 33     | 7  | 4,7  |
| 7    | Juri Knorr         | Allemagne | 33     | 9  | 3,7  |
| 9    | Julian Köster (en) | Allemagne | 31     | 9  | 3,4  |
| 10   | Jim Gottfridsson   | Suède     | 29     | 9  | 3,2  |

 Membre de l'équipe-type.

#### Meilleurs gardiens de but
Au terme de la compétition, au terme du tour principal, les statistiques des gardiens de buts sont, :
| Rang | Joueur                | Équipe            | %      | Arrêts | Tirs | MJ | Moy. |
| ---- | --------------------- | ----------------- | ------ | ------ | ---- | -- | ---- |
| 1    | Emil Nielsen          | Danemark          | 39,5 % | 77     | 195  | 9  | 8,6  |
| 2    | Andreas Palicka       | Suède             | 37,6 % | 77     | 205  | 7  | 11,0 |
| 3    | Dominik Kuzmanović    | Croatie           | 37,2 % | 55     | 148  | 5  | 11,0 |
| 4    | Tomáš Mrkva (de)      | Tchéquie          | 36,6 % | 34     | 93   | 3  | 11,3 |
| 5    | Constantin Möstl (en) | Autriche          | 35,4 % | 81     | 229  | 7  | 11,6 |
| 6    | Andreas Wolff         | Allemagne         | 33,6 % | 92     | 274  | 9  | 10,2 |
| 7    | Torbjørn Bergerud     | Norvège           | 32,0 % | 56     | 175  | 7  | 8,0  |
| 8    | Martin Tomovski (en)  | Macédoine du Nord | 31,5 % | 17     | 54   | 3  | 5,7  |
| 9    | Viktor Hallgrímsson   | Islande           | 31,4 % | 64     | 204  | 7  | 9,1  |
| 10   | Samir Bellahcene      | France            | 30,9 % | 63     | 204  | 7  | 9,0  |

 Membre de l'équipe-type.

## Effectif des équipes sur le podium

### Champion d’Europe:France
L'effectif de l'équipe de France, championne d'Europe, est :
- 01 Samir Bellahcene (GB, 7 matchs, 0 but)
- 16 Charles Bolzinger (GB, 2 matchs, 0 but)
- 92 Rémi Desbonnet (GB, 9 matchs, 0 but)
- 02 Yanis Lenne (7 matchs, 14 buts)
- 05 Nedim Remili (9 matchs, 34 buts)
- 08 Elohim Prandi (9 matchs, 22 buts)
- 09 Melvyn Richardson (8 matchs, 16 buts)
- 10 Dika Mem (9 matchs, 49 buts)
- 11 Nicolas Tournat (9 matchs, 16 buts)
- 13 Nikola Karabatic (8 matchs, 16 buts)
- 14 Kentin Mahé (8 matchs, 21 buts)
- 17 Timothey N'Guessan (3 matchs, 1 but)
- 22 Luka Karabatic (9 matchs, 6 buts)
- 23 Ludovic Fabregas (9 matchs, 44 buts)
- 25 Hugo Descat (9 matchs, 35 buts)
- 28 Valentin Porte (6 matchs, 4 buts)
- 29 Benoît Kounkoud (5 matchs, 5 buts)
- 31 Dylan Nahi (9 matchs, 22 buts)
- 34 Karl Konan (9 matchs, 1 but)

Sélectionneur :
- Guillaume Gille

### Vice-champion d'Europe:Danemark
L'effectif du équipe du Danemark, vice-champion d'Europe, est :
- 01 Niklas Landin Jacobsen (GB, 9 matchs, 0 but)
- 12 Emil Nielsen (GB, 9 matchs, 0 but)
- 03 Niclas Kirkeløkke (9 matchs, 21 buts)
- 04 Magnus Landin Jacobsen (9 matchs, 14 buts)
- 07 Emil Jakobsen (9 matchs, 20 buts)
- 11 Rasmus Lauge (9 matchs, 10 buts)
- 15 Magnus Saugstrup (8 matchs, 14 buts)
- 18 Hans Lindberg (7 matchs, 13 buts)
- 19 Mathias Gidsel (8 matchs, 54 buts)
- 21 Henrik Møllgaard (9 matchs, 0 but)
- 22 Mads Mensah Larsen (8 matchs, 4 buts)
- 24 Mikkel Hansen (8 matchs, 35 buts)
- 25 Lukas Jørgensen (9 matchs, 20 buts)
- 26 Jóhan Hansen (3 matchs, 3 buts)
- 27 Michael Damgaard (9 matchs, 17 buts)
- 29 Aaron Mensing (4 matchs, 6 buts)
- 34 Simon Hald (7 matchs, 6 buts)
- 43 Simon Pytlick (8 matchs, 37 buts)
- 45 Emil Wernsdorf Madsen (2 matchs, 7 buts)

Sélectionneur :
- Nikolaj Bredahl Jacobsen

### Troisième place:Suède
L'effectif de l'équipe de Suède, médaillée de bronze, est :
- 12 Andreas Palicka (GB, 7 matchs, 0 but)
- 16 Tobias Thulin (GB, 9 matchs, 0 but)
- 30 Simon Möller (GB, 2 matchs, 0 but)
- 02 Jonathan Carlsbogård (8 matchs, 19 buts)
- 05 Max Darj (9 matchs, 22 buts)
- 11 Daniel Pettersson (9 matchs, 13 buts)
- 13 Sebastian Karlsson (9 matchs, 25 buts)
- 15 Hampus Wanne (9 matchs, 36 buts)
- 19 Felix Claar (9 matchs, 38 buts)
- 22 Lucas Pellas (9 matchs, 25 buts)
- 23 Albin Lagergren (9 matchs, 24 buts)
- 24 Jim Gottfridsson (9 matchs, 23 buts)
- 28 Jonathan Edvardsson (3 matchs, 1 but)
- 32 Oscar Bergendahl (9 matchs, 11 buts)
- 33 Lukas Sandell (9 matchs, 25 buts)
- 35 Andreas Nilsson (8 matchs, 6 buts)
- 42 Eric Johansson (8 matchs, 10 buts)
- 49 Karl Wallinius (9 matchs, 4 buts)

Sélectionneur :
- Glenn Solberg,